# Alone (Album)
Alone, Untertitel The 8th Album, ist das achte Studioalbum des deutschen Europop-Duos Modern Talking. Es erschien am 22. Februar 1999 bei Hansa Records und BMG Music Publishing und verkaufte sich den Auszeichnungen zufolge mehr als eine Million Mal. Es erreichte Platz eins der Charts und Platinstatus in Deutschland, ebenfalls Platin in der Schweiz sowie Goldstatus in Österreich.

## Entstehung
Das Album wurde wie gewohnt von Dieter Bohlen produziert, der auch fast alle der 17 Lieder auf dem Album komponierte, zwei Songs schrieb Thomas Anders, zwei weitere schrieben die beiden gemeinsam. Luis Rodriguez war wie bei den vorhergehenden Alben Co-Produzent. Das Cover gestaltete erneut Ronald Reinsberg. Der Space Mix ’98 war ein Featuring mit Rapper Eric Singleton. Die Keyboards spielten Amadeus Crotti, Jerry Ropero, Lalo Titenkov und Thorsten Brötzmann.

## Gestaltung
Das Coverfoto zeigt Bohlen und Anders lächelnd Rücken an Rücken vor einem dunklen Hintergrund. Es stammt von der Fotografin Gabo (Gabriele Oestreich-Trivellini). Weitere Fotos im Booklet stammen von Manfred Esser.

## Rezeption
Das Album erreichte Platz eins in Deutschland und in Ungarn, Platz zwei in Österreich und Platz drei in der Schweiz. Auch in Skandinavien kam es mit Platz fünf in Schweden, Platz vier in Finnland und Platz neun in Norwegen auf hohe Chartpositionen. In Frankreich erreichte es Platz elf.

## Titelliste
| No. | Titel                                                   | Länge |
| --- | ------------------------------------------------------- | ----- |
| 1.  | "You Are Not Alone" (Dieter Bohlen)                     | 3:41  |
| 2.  | "Sexy Sexy Lover" (Dieter Bohlen)                       | 3:33  |
| 3.  | "I Can't Give You More" (Dieter Bohlen)                 | 3:41  |
| 4.  | "Just Close Your Eyes" (Dieter Bohlen)                  | 4:17  |
| 5.  | "Don't Let Me Go" (Dieter Bohlen)                       | 3:20  |
| 6.  | "I'm So Much in Love" (Dieter Bohlen)                   | 3:53  |
| 7.  | "Rouge et noir" (Dieter Bohlen)                         | 3:14  |
| 8.  | "All I Have" (Dieter Bohlen)                            | 4:20  |
| 9.  | "Can't Get Enough" (Dieter Bohlen)                      | 3:35  |
| 10. | "Love Is Like a Rainbow" (Thomas Anders)                | 3:58  |
| 11. | "How You Mend a Broken Heart" (Dieter Bohlen)           | 4:14  |
| 12. | "It Hurts So Good" (Dieter Bohlen, Thomas Anders)       | 3:22  |
| 13. | "I'll Never Give You Up" (Dieter Bohlen, Thomas Anders) | 3:26  |
| 14. | "Don't Let Me Down" (Dieter Bohlen)                     | 3:57  |
| 15. | "Taxi Girl" (Dieter Bohlen)                             | 3:09  |
| 16. | "For Always and Ever" (Thomas Anders)                   | 3:22  |
| 17. | "Space Mix '98" (feat. Eric Singleton) (Dieter Bohlen)  | 17:14 |